# Thirty Years of Maximum R&B
| Críticas profissionais | Críticas profissionais |
| Avaliações da crítica  | Avaliações da crítica  |
| Fonte                  | Avaliação              |
| ---------------------- | ---------------------- |
| allmusic               | link                   |

Thirty Years of Maximum R&B é um box set de quatro discos lançado pela banda de rock britânica The Who. Cobre desde primórdios do grupo em 1964, quando ainda eram conhecidos como High Numbers, até sua versão de "Saturday Night's Alright For Fighting" de Elton John, lançada em 1991, e traz, além dos maiores sucessos do Who, raridades, entrevistas, comerciais e sketches.

## Faixas
Faixas sem créditos de composição são ou diálogos ou propagandas.

### Disco um
1. "Pete Dialogue" (ao vivo na Long Beach Arena, 10 de dezembro de 1971, não lançada anteriormente) – 0:21
2. "I'm the Face" (Meaden) (como The High Numbers) – 2:27
3. "Here 'Tis" (McDaniel) (como The High Numbers, não lançada anteriormente) – 2:08
4. "Zoot Suit" (Meaden) (como The High Numbers) – 1:57
5. "Leaving Here" (Holland, Dozier, Holland) (como The High Numbers) – 2:47
6. "I Can't Explain" (Townshend) – 2:03
7. "Anyway, Anyhow, Anywhere" (Townshend, Daltrey) – 2:38
8. "Daddy Rolling Stone" (Blackwell) – 2:49
9. "My Generation" (Townshend) – 3:17
10. "The Kids Are Alright" (Townshend) – 3:05
11. "The Ox" (Townshend, Moon, Entwistle, Hopkins) – 3:37
12. "A Legal Matter" (Townshend) – 2:46
13. "Pete Dialogue" (não lançada anteriormente) – 0:57
14. "Substitute" (Townshend) (ao vivo na Universidade de Leeds, 1970) – 2:08
15. "I'm a Boy" (Townshend) – 2:36
16. "Disguises" (Townshend) – 3:20
17. "Happy Jack Jingle" (não lançada anteriormente) – 0:31
18. "Happy Jack" (Townshend) – 2:11
19. "Boris the Spider" (Entwistle) – 2:27
20. "So Sad About Us" (Townshend) – 2:59
21. "A Quick One, While He's Away" (Townshend) (mescla da versão original com a gravada ao vivo no Rolling Stones Rock 'n' Roll Circus) – 9:39
22. "Pictures of Lily" (Townshend) – 2:43
23. "Early Morning Cold Taxi" (Langston, Daltrey) (não lançada anteriormente) – 3:03
24. "Coke 2" (não lançada anteriormente) – 0:48
25. "(This Could Be) The Last Time" (Jagger, Richards) – 2:59
26. "I Can't Reach You" (Townshend) – 3:03
27. "Girl's Eyes" (Moon) (não lançada anteriormente) – 3:06
28. "Bag O'Nails" (não lançada anteriormente) – 0:05
29. "Call Me Lightning" (Townshend) – 2:20

### Disco dois
1. "Rotosound Strings" – 0:06
2. "I Can See for Miles" (Townshend) – 4:14
3. "Mary-Anne with the Shaky Hand" (Townshend) – 2:07
4. "Armenia City in the Sky" (Keen) – 3:13
5. "Tattoo" (Townshend) – 2:41
6. "Our Love Was" (Townshend) – 3:06
7. "Rael 1" (Townshend) – 5:42
8. "Rael 2" (Townshend) (não lançada anteriormente) – 0:52
9. "Track Records/Premier Drums" ("Track Records" não lançada anteriormente) – 0:31
10. "Sunrise" (Townshend) – 3:03
11. "Russell Harty Dialogue" (não lançada anteriormente) – 0:21
12. "Jaguar" (Townshend) (não lançada anteriormente) – 2:03
13. "Melancholia" (Townshend) (não lançada anteriormente) – 3:18
14. "Fortune Teller" (Neville) (não lançada anteriormente) – 2:18
15. "Magic Bus" (Townshend) – 3:16
16. "Little Billy" (Townshend) – 2:16
17. "Dogs" (Townshend) – 3:01
18. "Overture" (Townshend) – 3:53
19. "Acid Queen" (Townshend) – 3:33
20. "Abbie Hoffman Incident" (ao vivo em Woodstock, 1969, não lançada anteriormente) – 0:16
21. "Underture" (Townshend) – 3:53
22. "Pinball Wizard" (Townshend) – 3:00
23. "I'm Free" (Townshend) – 2:38
24. "See Me, Feel Me" (Townshend) (ao vivo na Universidade de Leeds, 1970, não lançada anteriormente) – 3:31
25. "Heaven and Hell" (Entwistle) – 3:33
26. "Pete Dialogue" (ao vivo na Universidade de Leeds, 1970, não lançada anteriormente) – 0:36
27. "Young Man Blues" (Allison) (ao vivo na Universidade de Leeds, 1970) – 4:38
28. "Summertime Blues" (Cochran, Capehart) (ao vivo na Universidade de Leeds, 1970) – 3:22

### Disco três
1. "Shakin' All Over" (Heath) (ao vivo na Universidade de Leeds, 1970) – 4:06
2. "Baba O'Riley" (Townshend) – 4:56
3. "Bargain" (Townshend) (ao vivo no Civic Auditorium, São Francisco, 1971) – 4:54
4. "Pure and Easy" (Townshend) – 5:10
5. "The Song Is Over" (Townshend) – 6:09
6. "Studio Dialogue" (não lançada anteriormente) – 0:47
7. "Behind Blue Eyes" (Townshend) – 3:39
8. "Won't Get Fooled Again" (Townshend) – 8:30
9. "The Seeker" (Townshend) (versão editada) – 3:21
10. "Bony Moronie" (Williams) (ao vivo no Young Vic Theatre, Londres, 1971) – 3:18
11. "Let's See Action" (Townshend) – 3:54
12. "Join Together" (Townshend) – 4:22
13. "Relay" (Townshend) – 4:00
14. "The Real Me" (Townshend) (versão não lançada anteriormente) – 3:29
15. "5:15" (Townshend) (mixagem do single) – 4:18
16. "Bell Boy" (Townshend) – 4:54
17. "Love Reign o'er Me" (Townshend) – 4:51

### Disco quatro
1. "Long Live Rock" (Townshend) – 3:54
2. "Life with the Moons" (não lançada anteriormente) – 1:43
3. "Naked Eye" (Townshend) (ao vivo no Young Vic Theatre, Londres, 1971) – 5:00
4. "University Challenge" (não lançada anteriormente) – 0:30
5. "Slip Kid" (Townshend) – 4:09
6. "Poetry Cornered" (não lançada anteriormente) – 0:39
7. "Dreaming from the Waist" (Townshend) (ao vivo no Swansea Football Ground, 1976, não lançada anteriormente) – 4:08
8. "Blue Red and Grey" (Townshend) – 2:45
9. "Life with the Moons 2" (não lançada anteriormente) – 0:46
10. "Squeeze Box" (Townshend) – 2:39
11. "My Wife" (Entwistle) (ao vivo no Swansea Football Stadium, 1976, não lançada anteriormente) – 4:14
12. "Who Are You" (Townshend) – 5:00
13. "Music Must Change" (Townshend) – 4:36
14. "Sister Disco" (Townshend) – 4:19
15. "Guitar and Pen" (Townshend) – 5:48
16. "You Better You Bet" (Townshend) – 5:33
17. "Eminence Front" (Townshend) – 5:26
18. "Twist and Shout" (Russell, Medley) (ao vivo no CNE Stadium, Toronto, 1982, não lançada anteriormente) – 3:01
19. "I'm a Man" (McDaniel) (ao vivo no Radio City Music Hall, Nova York, 1989, não lançada anteriormente) – 6:11
20. "Pete Dialogue" (ao vivo no Fillmore West, São Francisco, 1969, não lançada anteriormente) – 0:37
21. "Saturday Night's Alright (For Fighting)" (Taupin), John) – 4:33